# دانمارک در المپیک تابستانی ۱۹۳۶

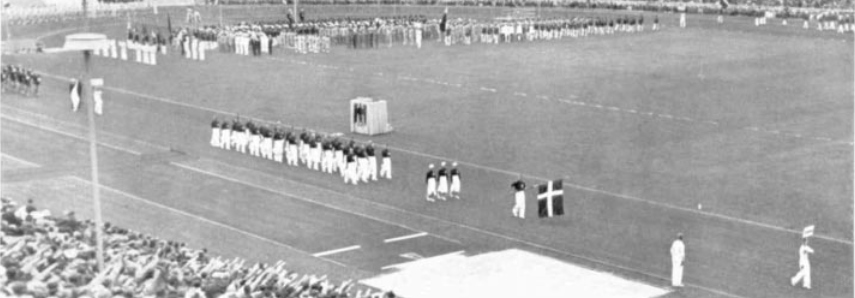
رژه تیم دانمارک در بازی‌های المپیک تابستانی ۱۹۳۶

دانمارک در بازی‌های المپیک تابستانی ۱۹۳۶ که در شهر برلین برگزار شد، کاروان دانمارک با ۱۲۱ ورزشکار در این رقابت‌ها شرکت کرد و موفق به کسب ۵ مدال (۰ طلا، ۲ نقره، ۳ برنز) شد. در جدول رتبه‌بندی توزیع مدال‌ها، دانمارک در ردهٔ ۲۳ مسابقات قرار گرفت.